# Alessandro Momo
Alessandro Momo (Roma, 26 novembre 1956 – Roma, 19 novembre 1974) è stato un attore italiano.

## Biografia

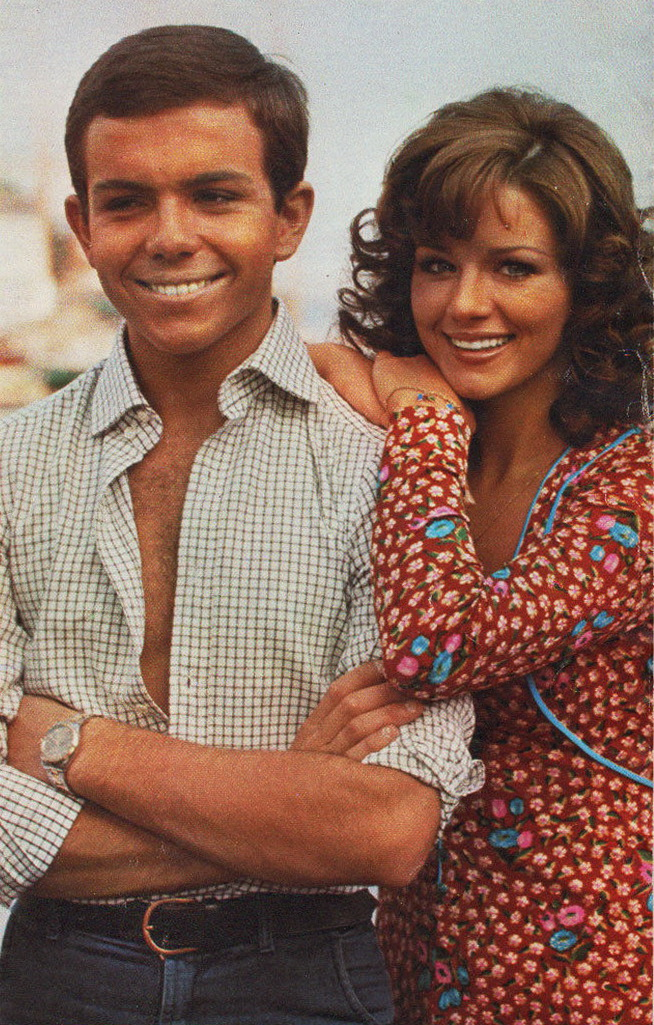
Alessandro Momo e Agostina Belli sul set di Profumo di donna

Figlio di Gabriele Momo (1914-2000) della famiglia degli imprenditori edili della Momo Costruzioni, e di Luciana (1925-2018), veniva chiamato Sandro e crebbe nella zona della Farnesina, tifoso della Lazio e amante del gioco del poker. Seguendo i passi della sorella maggiore Riccarda, attrice bambina nel film Bravissimo, con Alberto Sordi, iniziò la sua carriera molto giovane, come protagonista in una serie di fotoromanzi per ragazzi, recitando anche con Giusva Fioravanti. 
Divenne famoso nel 1973 grazie alle sue interpretazioni al fianco di Laura Antonelli nei film di Salvatore Samperi Malizia e Peccato veniale. Appassionato motociclista, possedeva una Honda CB 500, guidandola pur non avendo l'età legale per farlo, e si iscrisse ai corsi da privatista dell'istituto tecnico per geometri Giuseppe Valadier. Nel 1974, grazie al fotografo Rino Petrosino, conobbe la collega Eleonora Giorgi: i due giovani attori, emergenti e dalle passioni simili, erano stati invogliati da più persone a conoscersi e, dopo essersi nuovamente incontrati per caso in un negozio di abiti usati americani, intrecciarono una relazione.
Nelle settimane successive alla fine della realizzazione del film Profumo di donna, di Dino Risi, in cui Momo era co-protagonista al fianco di Vittorio Gassman e Agostina Belli, il 19 novembre 1974, alle 14:35, rientrando da scuola a velocità sostenuta, ebbe un incidente in motocicletta tamponando un taxi sul lungotevere Maresciallo Cadorna, nelle adiacenze dell'Ostello della Gioventù e vicino allo Stadio Olimpico. Non essendo più in possesso della propria moto, era alla guida di una Honda CB 750 Four prestatagli al termine dell'estate dalla sua collega e fidanzata Eleonora Giorgi, partita per un viaggio con degli amici inglesi, mezzo già appartenuto al suo precedente fidanzato Gabriele Pogany. L'attrice tra l'altro era già ritornata a Roma e Momo le aveva detto al telefono che le avrebbe restituito la moto la sera seguente. Il taxista, Adelfio Moscatello, 34 anni, effettuò una svolta a sinistra in via Roberto Morra di Lavriano, ma pur frenando  Momo non riuscì a ridurre la velocità, cercando all'ultimo di deviare verso destra ma finendo con l'impattare il taxi, schiacciando il proprio tronco contro il manubrio e il serbatoio del proprio motociclo, e poi venendo sbalzato per oltre dieci metri sull'asfalto della corsia di marcia opposta, mentre la moto senza conducente veniva investita da una BMW guidata da Maria Gloria Schmidlin.
Nell'incidente, Momo aveva riportato varie contusioni, escoriazioni ed ecchimosi, nonché un emotorace con enfisema sottocutaneo, una costola rotta, una lacerazione allo stomaco e lo spappolamento della milza. Accorsero i vigili del fuoco e il giovane, cosciente e molto agitato, venne da loro portato all'ospedale di Santo Spirito in Sassia, dove fece in tempo a parlare con il padre accorso; venne poi sottoposto a un lungo intervento chirurgico, ma morì alle 23:05, poco prima dell'arrivo in visita di Eleonora Giorgi. Una settimana dopo avrebbe compiuto 18 anni anche se la stampa tutta annunciò che ne aveva 19 quasi 20, dato che era solito affermare di essere più grande.
Il corpo dell'attore venne esposto nella camera ardente dell'ospedale, e il caso venne affidato al magistrato Antonino Scopelliti, che il giorno prima del funerale dichiarò di aver rinunciato per “pietas cristiana” a ordinare l'autopsia. Il funerale si tenne il 22 novembre nella chiesa di Santa Chiara a Vigna Clara, gremito da circa duemila persone e celebrato dal parroco don Gianni Todescato. Al termine, il feretro venne portato al cimitero del Verano e tumulato in un colombario.
Eleonora Giorgi venne indagata per incauto affidamento, poiché Alessandro non aveva ancora compiuto i 18 anni di età e non era abilitato alla guida di maximoto, secondo le normative vigenti all'epoca, per le quali occorrevano almeno 21 anni per guidare motociclette di cilindrata superiore a 350 cc. La Giorgi dichiarò al magistrato che Momo si era spacciato per un suo coetaneo ventunenne, e anche la famiglia confermò che il giovane era solito aumentarsi gli anni, per cui l'attrice non venne rinviata a giudizio. Il film Profumo di donna uscì postumo il 20 dicembre con grande successo e ottenne due candidature ai premi Oscar 1976.
Nel nuovo millennio, la famiglia Momo ha acquisito una tomba familiare, nella quale il corpo di Alessandro è stato traslato.

## Omaggi
- Nel 1975 il cantautore Patrizio Sandrelli dedicò una canzone alla sua memoria: Fratello in amore.

## Filmografia
- La scoperta, regia di Elio Piccon (1969)
- Il divorzio, regia di Romolo Guerrieri (1970)
- Appuntamento col disonore, regia di Adriano Bolzoni (1970)
- Malizia, regia di Salvatore Samperi (1973)
- La polizia è al servizio del cittadino?, regia di Romolo Guerrieri (1973)
- Il vero coraggio, regia di Mino Guerrini – miniserie TV (1973)
- Peccato veniale, regia di Salvatore Samperi (1974)
- Profumo di donna, regia di Dino Risi (1974) - postumo

## Doppiatori italiani
Nonostante fosse italiano, Alessandro Momo secondo le abitudini cinematografiche dell'epoca non ha mai recitato con la propria voce. È stato doppiato da Sandro Acerbo in Malizia, Peccato veniale e Profumo di donna